# Маље Љеваре
Маље Љеваре (слч. Malé Leváre) насељено је мјесто са административним статусом сеоске општине (слч. obec) у округу Малацки, у Братиславском крају, Словачка Република.

## Становништво
| Година:    | 1994. | 2004.    | 2014.   | 2024.    |
| ---------- | ----- | -------- | ------- | -------- |
| Број људи: | 986   | 1097     | 1178    | 1819     |
| Разлика:   |       | +11,25 % | +7,38 % | +54,41 % |

| Година:    | 2023. | 2024.   |
| ---------- | ----- | ------- |
| Број људи: | 1772  | 1819    |
| Разлика:   |       | +2,65 % |

Према подацима о броју становника из 2024. године насеље је имало 1819 становника.